# Пякстеська сільська рада
Пя́кстеська сільська рада (ест. Päkste külanõukogu, рос. Пякстеский сельский совет) — сільська рада в Естонській РСР, адміністративно-територіальна одиниця в складі повіту Тартумаа (1945—1950) та Тартуського району (1950—1954).

## Населені пункти
Сільській раді підпорядковувалися села: Унікюла (Uniküla), Кріймані (Kriimani), Кітсе (Kitse), Палу (Palu), Кяревере (Kärevere), Пяксте (Päkste).

## Історія
13 вересня 1945 року на території волості Куусте в Тартуському повіті утворена Пякстеська сільська рада з центром у селі Унікюла. Головою сільської ради обрана Адель Плоом (Adele Ploom), секретарем — Лейлі Кейсс (Leili Keiss).
26 вересня 1950 року, після скасування в Естонській РСР повітового та волосного поділу, сільська рада ввійшла до складу новоутвореного Тартуського сільського району.
17 червня 1954 року в процесі укрупнення сільських рад Естонської РСР Пякстеська сільська рада ліквідована. Її територія склала східну частину Гааславаської сільської ради.